# 30e bataillon de marche de tirailleurs sénégalais
Pour les articles homonymes, voir BMTS.
Ne doit pas être confondu avec 30e bataillon de tirailleurs sénégalais.
Le 30e bataillon de marche de tirailleurs sénégalais (30e BMTS) est une unité d'infanterie de l'Armée de terre française constituée de tirailleurs sénégalais. Formé en 1949 à Fréjus, le bataillon rejoint l'Indochine où il combat contre le Việt Minh. Il est transformé en unité indochinoise à la fin de la guerre d'Indochine.

## Historique
Le bataillon est constitué le 15 avril 1949 à Fréjus, à partir d'éléments des 1er et 3e régiments d'infanterie coloniale et des détachements de renfort (soldats africains) no 5 et no 7. Son existence est officialisée le 17 août 1949, jour où il débarque à Saïgon . Il s'installe en mars 1950 dans le secteur de Sept Pagodes. Il est renforcé d'Indochinois servant dans des compagnies de supplétifs militaires (CSM et CLSM, compagnies légères de supplétifs militaires).
Le 30e BMTS est dissous le 16 juillet 1954 et forme le 3e bataillon de marche indochinois.
Le 30e BMTS est décoré de la croix de guerre des Théâtres d'opérations extérieurs avec une citation.

## Personnalités ayant servi dans l'unité
- Jean Trescases (1916-1951)